# Antoni Wit
Antoni Wit (* 7. Februar 1944 in Krakau) ist ein polnischer Dirigent.
Antoni Wit studierte Dirigieren an der Musikakademie Krakau bei Henryk Czyż, Komposition bei Krzysztof Penderecki und Jura an der Jagiellonen-Universität. Er setzte seine musikalische Ausbildung bei Nadia Boulanger in Paris fort. Außerdem lernte er bei Stanisław Skrowaczewski und Seiji Ozawa.
1967 begann er seine Dirigententätigkeit an der Warschauer Nationalphilharmonie als Assistent von Witold Rowicki. Mit dem 2. Platz beim internationalen Herbert-von-Karajan-Wettbewerb in Berlin 1971 begann seine internationale Karriere. Zuerst war er Künstlerischer Leiter beim Pommerschen Philharmonischen Orchester (1974–77), dann Direktor des Polnischen Radio- und Fernsehorchesters in Krakau (1977–83), des Orquesta Filarmónica de Gran Canaria (1987–92) und des Nationalen Symphonischen Orchesters des Polnischen Rundfunks (1983–2000). Von 2002 bis 2013 war er Chefdirigent der Warschauer Philharmoniker. Von 2013 bis 2018 wirkte er als Chefdirigent des Orquesta Sinfónica de Navarra in Pamplona.
Wit war außerdem Gastdirigent bei vielen bedeutenden Orchestern, wie den Berliner Philharmonikern, der Staatskapelle Dresden, dem Tonhalle-Orchester Zürich und dem Philharmonia Orchestra. Er nahm über 90 Alben auf, die meisten für Naxos. Er spezialisierte sich vor allem auf polnische Komponisten wie Mieczysław Karłowicz, Henryk Mikołaj Górecki, Wojciech Kilar, Krzysztof Meyer, Witold Lutosławski und Krzysztof Penderecki.
Von 1998 bis 2014 lehrte er an der Fryderyk-Chopin-Universität für Musik Warschau.